# Murraya tetramera
Murraya tetramera là một loài thực vật có hoa trong họ Cửu lý hương. Loài này được C.C. Huang mô tả khoa học đầu tiên năm 1959.